# 斎藤道三
斎藤 道三 / 斎藤 利政（さいとう どうさん / さいとう としまさ）は、戦国時代の美濃国の戦国大名、道三流斎藤氏初代当主。美濃国守護・土岐氏の家臣から下克上を成し遂げ、戦国大名となったが、息子・義龍と対立して敗死した。
当初は長井新九郎規秀と名乗ったが、後に斎藤左近大夫利政と改名、さらに斎藤山城守入道道三と称した。六角義秀から偏諱を受け、秀龍と名乗ったとされることもあるが、六角義秀自体が架空の人物であり、近世の創作である。
現在では、坂口安吾『信長』や司馬遼太郎『国盗り物語』といった小説の影響により、美濃の蝮という綽名でも知られるが、坂口安吾以前には道三をマムシと呼んだ例は確認できない。

## 生涯

### 近世軍記物で語られる前半生
従来は、斎藤道三は浪人の身から一代で戦国大名までのし上がった人物とされてきた。その人物像は近世の軍記物や地誌で流布されたものである。『美濃国諸旧記』の伝える道三の前半生は以下のようなものである。
斎藤道三は、永正元年（1504年）に、代々北面武士を務める松波左近将監基宗の子として山城国乙訓郡西岡で生まれた。道三は幼名を峰丸といい、11歳の春に京都妙覚寺で得度を受け、法蓮房の名で僧侶となったが、還俗して松波庄五郎と名乗った。
その後奈良屋又兵衛の婿となり、山崎屋庄五郎を名乗って油売りをし、美濃国で行商を行い成功を収めた。その商法は「油を注ぐときに漏斗を使わず、一文銭の穴に通してみせます。油がこぼれたらお代は頂きません」といって油を注ぐ一種の人目を引くための行為を見せるというものだった。ある日、油を買った土岐家の矢野という武士から「あなたの油売りの技は素晴らしいが、所詮商人の技だろう。この力を武芸に注げば立派な武士になれるだろうが、惜しいことだ」と言われ、一念発起して商売をやめ、槍と鉄砲の稽古をして武芸の達人になった。
庄五郎は、僧侶時代の弟弟子、常在寺の南陽坊（日運）を頼り、長井長弘の家臣となることに成功した。庄五郎は、長井氏家臣・西村氏の家名をついで西村勘九郎正利を称した。
勘九郎はその武芸と才覚で次第に頭角を現し、美濃国守護・土岐政房の次男である土岐頼芸の信頼を得るに至った。頼芸が兄・盛頼（頼武）との家督相続に敗れると、勘九郎は密かに策を講じ、大永7年（1527年）8月、盛頼を越前へ追いやり、頼芸の守護補任に大きく貢献した。
享禄3年（1530年）正月、勘九郎は長井長弘を殺害して長井家を乗っ取り、長井新九郎正利を名乗った。さらに力を伸ばすと斎藤山城守秀龍を名乗り、出家して道三と号した後、天文11年（1542年）に大桑城を攻め、頼芸を尾張国に敗走させて美濃国守となった。
しかし、昭和期に「六角承禎条書写」（後述）という史料が発見されたことで、上述の逸話の「僧侶から還俗して土岐氏の家臣となり頭角を現した」という前半生の部分は、道三の父・長井新左衛門尉の逸話であることが明らかとなった。斎藤道三は巷間言われるように一代で戦国大名までのし上がったのではなく、父子二代での国盗りであった。

### 現在の学説による斎藤道三の前半生
天文2年（1533年）、道三は、長井新九郎規秀という名で、確実な史料に現れる。この年の6月のものが藤原（長井）規秀として初見の文書であり、それ以前に父・新左衛門尉から家督を継承したことが分かる。同年11月26日、長井景弘（藤左衛門尉）との連署で、長滝寺に文書を出しており、花押の形状から、道三と同一人物であることが確認される。
同年3月に「長井豊後守」が重病であったことが『実隆公記』に見えることから、長井豊後守は道三の父・新左衛門尉であり、この年に死去して道三が跡を継いだものと考えられる。新左衛門尉は生前長井長弘に仕えていたが、同年長弘（越中守）も68歳で病死しており、長井惣領家は、景弘が継いでいた。
天文3年（1534年）9月に規秀は単独で禁制（「華厳寺文書」）を発していることから、この時までに景弘は規秀によって滅ぼされたものとみられる。
天文4年（1535年）に長井新九郎の与力・宮河という者が討ち死にしたことが『天文日記』に見えるが、これは土岐頼芸に対する巻き返しを図る土岐次郎（頼武の跡を継いだ頼充）との争いに関連した戦闘とみられる。翌天文5年7月に土岐頼芸は朝廷に美濃守任官を申し出て認可されており（『お湯殿の上の日記』）、9月に六角氏・朝倉氏の支援を受けた頼充及び斎藤彦九郎が戦端を開いている（『天文日記』）。
なお、この戦乱の中、天文4年または5年に福島四郎右衛門（伊勢神宮御師）に対して出された書状に「斎藤新九郎入道道三」（「臼杵稲葉文書」）と署名していることから、横山住雄は道三がこの時期に出家していたという説を述べている。
この戦乱が収束したことが天文7年または8年の鷲見藤兵衛尉宛書状に見え、この書状に道三は「斎藤新九郎利政」と署名している。また天文8年12月付禁制に「左近大夫」と署名しているのが左近大夫を名乗った史料上の初見である（「美江寺文書」）。このときの和議条件は、頼芸の跡を頼充が継ぐというものだったと考えられ、頼純方だった斎藤彦九郎も頼芸の陣営に名を連ねている。
天文8年（1539年）には居城稲葉山城の大改築を行なっている。
天文10年（1541年）、本願寺証如から土岐頼芸とその一族・家臣に贈り物が贈られているが、「斎藤左近大夫、長井新九郎事なり」と改名の事実が記録される道三は、家中で守護代斎藤利茂、斎藤彦九郎に次ぐ家中で3番目に高い地位にのぼっていたことが明らかになる（『天文日記』天文10年11月8日条）。
前述のように近世の軍記物では天文11年に道三が大桑城を攻め、頼芸を尾張に追放したとされているが史実ではない。天文12年（1543年）に大桑城で合戦があったが（『別本仁岫録』）、これは道三が土岐頼充を攻めて尾張に追い落としたものとみられる。なおこの時に頼芸が道三に与したのか中立の立場だったのかは説が分かれている。
頼充は越前朝倉氏・尾張斯波氏の助力を得て、天文13年（1544年）9月に美濃へ侵攻する。越前からは朝倉宗滴が稲葉山城下まで攻め込み、尾張からは織田信秀・織田寛近が出陣した。稲葉山城下に迫る土岐頼充・朝倉宗滴・織田信秀の軍勢に、道三は城から打って出て反撃し、これを撃退した（加納口の戦い）。9月25日の長井秀元書状は、敵軍2万5、6千に対して味方は劣勢でありながらも数百人を討ち取り撤退させ、木曽川で2、3千人が溺れ死んだとしている。この戦闘については『信長公記』首巻にも記述があり、信秀の弟・与次郎（信康）をはじめとして5千人が討ち死にしたという。この敗北により頼充・宗滴・信秀は撤退を余儀なくされた。
天文15年（1546年）頼芸・道三と頼充との間で和議が結ばれ、頼充の帰国が実現する。和議の内容は頼芸の跡を頼純が継ぐという既定路線の確認だったとみられ、このときに道三の娘を頼充に嫁がせている。

### 美濃国盗り
翌天文16年（1547年）11月17日、土岐頼充が病死（「仁岫宗寿・快河紹喜拈香・下火頌写」）。『信長公記』は頼充を道三が毒殺したとして、「主をきり 婿を殺すは身のおはり 昔はおさだ今は山城（主君や婿を殺すような荒業は身の破滅を招く。昔で言えば尾張の長田忠致、今なら美濃の斎藤山城守利政であろう）」という落首を採り上げている。他方、六角義賢は「六角承禎条書写」で「次郎殿を聟に取り、彼早世候て後、舎弟八郎殿へ申合わせ、井の口へ引き寄せ、事に左右をよせ、生害させ申し、其外兄弟衆、或いは毒害、或いは隠害にて、悉く相果て候」と頼充の死を自然死だとしている。木下聡は頼芸を保護した六角義賢の認識通り頼充は病死とみる。しかしこれ以降道三は暗殺などの手段によって権力を増大させていく。
天文17年（1548年）2月、斎藤正義が久々利氏によって暗殺される。斎藤正義は道三方として活躍していたものの、道三が久々利氏を攻めた形跡がないことから、横山住雄は道三の意によるものと推測している。同年7月を最後に、斎藤利茂が史料上確認できなくなるため、道三に討たれたものとみられる。さらに同年11月の禁制を最後に道三の娘婿となっていた土岐頼香（頼充の弟）の動向も追えなくなる。「六角承禎条書写」に、「八郎殿」が道三によって殺害されたとあるように、道三によって殺されたとみられる。
この時期、織田信秀が美濃国へ攻め込んでいるが、和睦が成立し道三の娘（濃姫）が信秀の嫡子・信長に嫁ぐこととなった。天文18年（1549年）2月24日に嫁いだと『美濃国諸旧記』は記述しており、これをそのまま採用することはできないものの、時期としては同年が妥当とみられる。また天文18年5月22日付文書で「利政」から「道三」へ改名していることが確認できる。
天文19年（1550年）ごろ、道三は頼芸を追放することで美濃を手中に納めた。その時期について、同年10月10日付で室町幕府が「土岐殿」に翌年正月の垸飯の費用負担を命じている（『後鑑』所収文書）ことから、それ以降となる。同年11月5日付土岐小次郎（頼次）宛織田寛近書状（「村山文書」）で「美濃守殿御儀、不慮の仕合」、すなわち頼芸が追放されたことに言及しているため、横山住雄はこの間に追放されたとしている。他方、木下聡は同文書の宛所に疑問があることから、翌天文20年（1551年）7月5日付近衛稙家書状（「近衛家文書」）を追放時期の下限としている。美濃を追われた頼芸は、姻戚関係にあった六角氏を頼り、近江へ逃れた。また頼芸の弟・揖斐光親は越前朝倉氏のもとへ逃れた。
このような下克上によって美濃国を奪取したものの、依然頼芸は健在で帰国を画策しており、幕府との関係は良好なものではなかった。とはいえ、天文22年（1553年）には、他国の大名・有力者同様伊勢神宮正遷宮費用の供出を求められており（「外宮天文引付」）、そのころには幕府からも事実上の美濃国主として黙認される状態となっていた。

### 晩年・最期
天文23年（1554年）3月10日、嫡子義龍が現在確認できる最初の文書を発している（「浄安寺文書」）。桑田忠親はこの時点で家督譲渡があり道三は隠居したとしており、勝俣鎮夫は家臣らが道三の統治能力に問題ありとして強制的に隠居したとしている。しかしながら同月5日に道三も、義龍とほぼ同内容の文書を発出している。木下聡は翌天文24年（1555年）に道三が朝廷から太刀を与えられ、そのお礼として万疋を進上している（『お湯殿の上の日記』天文24年3月11日条）ことから、義龍に権限が全面的に移譲された訳ではなく、道三は後見人のような立場で外交権などの権力を依然握っていたとしている。なお道三が「山城守」を名乗るようになるのはこの時期からである。
道三と義龍の対立を伝える同時代史料は存在しないが、『信長公記』の記述する経緯は以下のようなものである。年老いて智慧の衰えた道三は義龍を愚か者だと思い、次男・孫四郎や三男・喜平次の方が利口者と考え、喜平次に名門一色氏を継がせようとした。これに対し義龍は弘治元年（1555年）10月13日から仮病を用いて伏せっているふりをした。11月22日に道三が稲葉山城から城下の屋敷に下ると、隼人佐（長井道利）を使者として弟2人を呼びつけ、日根野弘就に2人を斬り殺させた。そのことを知らされた道三は仰天し肝を冷やしたものの、ただちに人を集めて火を放ち、山県郡の山中（大桑城か）まで引き揚げた。
なお、近世以降義龍が実父が土岐頼芸だと知ったことで道三を討とうと決意したとの俗説が流布されるが、史実ではない。
翌弘治2年（1556年）4月20日、道三と義龍の軍勢は激突した（長良川の戦い）。兵力で大きく劣る道三方は、奮戦むなしく圧倒され、道三は長井忠左衛門に組み付かれたところを小牧源太に首を取られた。長井忠左衛門は自らの戦功の証として鼻を削いで持ち去ったという。道三の援軍のため娘婿の信長も大良口まで出陣したが、道三を討ち勢いづいた義龍軍に攻められ、あえなく撤退している。

## 人物

### 史料に見る道三の来歴

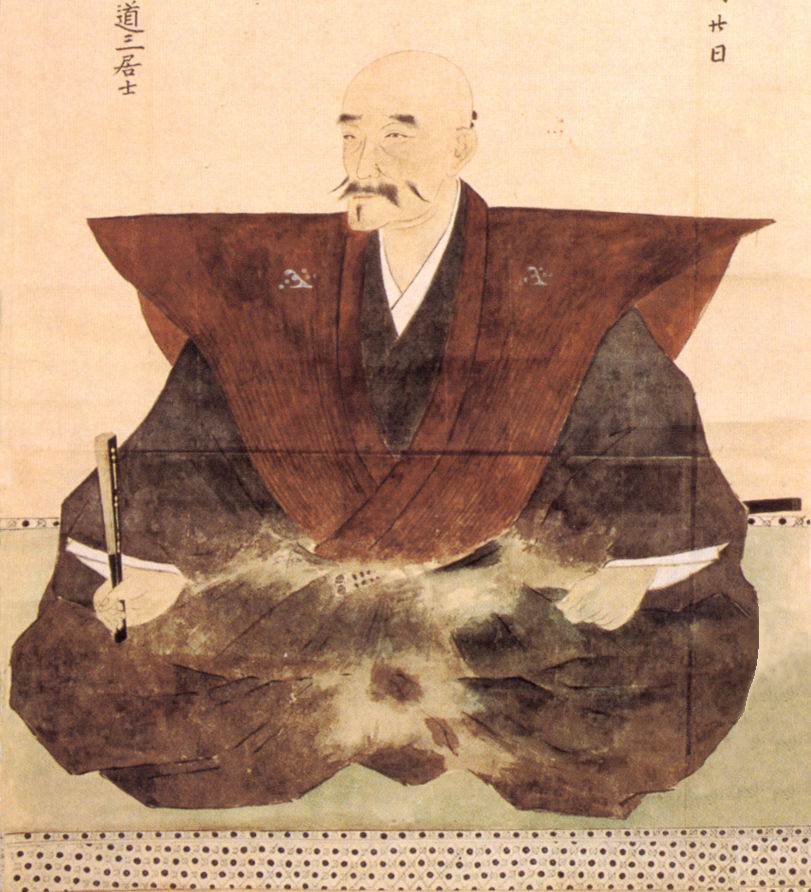
斎藤道三像 （常在寺蔵の肖像画を東京大学史料編纂所が模写したもの）

北条早雲らと並ぶ下克上大名の典型であり、名もない境遇から僧侶、油商人を経てついに戦国大名にまで成り上がった斎藤道三の人物像は、江戸寛永年間成立と見られる史書『美濃国諸旧記』などにより形成され、坂口安吾・海音寺潮五郎・司馬遼太郎らの歴史小説で有名になっていた。
一方、美濃と近江の合戦を記した軍記物『江濃記』では、「国盗り二代説」をとる。
現代に至り、『岐阜県史』編さんの過程で、道三の履歴が記された古文書が発見された。これは、永禄3年（1560年）、六角義賢（承禎）が、子息・義治と、斎藤義龍の娘との縁組を阻止するよう重臣に命じたものである。
前欠であるが次の内容を持つ。
1. 斎藤治部（義龍）祖父の新左衛門尉は、京都妙覚寺の僧侶であった。
2. 新左衛門尉は西村と名乗り、美濃へ来て長井弥二郎に仕えた。
3. 新左衛門尉は次第に頭角を現し、長井の名字を称するようになった。
4. 義龍父の左近大夫（道三）の代になると、惣領を討ち殺し、諸職を奪い取って、斎藤の名字を名乗った。
5. 道三と義龍は義絶し、義龍は父の首を取った。

同文書の発見により、1973年4月の「斎藤道三展」の説明書で、船戸政一と清水進が、道三親子二代説を発表し、翌年には松田亮が『斎藤道三文書之研究』を著して、道三の父・新左衛門尉が長井豊後守利隆であるとした。従来、道三一代のものと見られていた美濃の国盗りは道三一代のものではなく、その父の長井新左衛門尉（別名：法蓮房・松波庄五郎・松波庄九郎・西村勘九郎正利）との父子2代にわたるものであることが明らかとなった。

### 生年について
道三の生年は諸説あり確定していないが、明応3年（1494年）という説と永正元年（1504年）という説が広く知られている。明応3年説の由来は不明だが、『大日本人名辞書』（1926年）が弘治2年に63歳で戦死したとしているので逆算すれば明応3年生まれとなる。桑田忠親が『日本人名大事典』（1937年）や『斎藤道三』（1973年）で明応3年説をとっている。永正元年説は『美濃国諸旧記』に由来し、他の候補としては明応8年（1499年）（「美濃国諸家系譜」所収「斎藤道三伝」）、明応7年（1498年）（「美濃国諸家系譜」所収「斎藤道三系図」）が挙げられる。木下聡は嫡子・義龍が享禄2年（1529年）に生まれていることと、天文2年（1533年）時点で「新九郎」の仮名を名乗り官途を名乗っていないことから永正元年説を採用している。

### 実子・義龍と娘婿・信長
道三は実子・義龍を低く評価し、対立に繋がったとされるのとは対照的に、娘婿の信長を高く評価し、最期の戦いにも信長自身が援軍として赴くなど、良好な関係を築いていたことが知られている。
道三が信長を高く評価するきっかけとなった以下のような逸話が『信長公記』に伝えられている。
道三の家臣らが婿殿は大たわけだと口々に言うので、道三はそうではないと答えていたものの、自らの目で確かめる必要があると考え、富田（一宮市）の正（聖）徳寺で信長と会見の場を持つこととした。道三は寺の周りに折り目正しい格好の老人を多く並べ、普段着の信長を笑いものにする準備をした上で、町外れの小さな家に潜んで信長がやって来る様子を盗み見た。果たして信長は茶筅髷で普段着のような風体で、槍500本・弓鉄砲500を引き連れて寺へと到着したが、屏風の陰で髷を結い直し正装へと着替え道三を迎えた。信長と道三は盃を交わし、退去の際も美濃衆よりも長い槍を尾張衆が携えているのを見て道三は嘆息した。帰途、猪子兵介が道三に「やはり信長はたわけでした」と言うと、道三は「そうであれば無念なことだ、我が子はそのたわけの門前に馬を繋ぐよう（家来）になるだろう」と述べた。それ以降道三の前で信長をたわけと呼ぶ者はなくなったという。
長良川の戦いで戦死する直前に道三が出したとされる、信長に対して美濃を譲り渡すという遺言書が、京都の妙覚寺、大阪城天守閣に存在するほか、『江濃記』にも記録されている。ただしいずれも写しとみられ、偽文書とする説もある。
道三は従来義龍を「無能」と評していたが、長良川の戦いにおける義龍の采配を見て、「さすが道三の子にて候」とその評価を改め、後悔したという（『大かうさまくんきのうち』）。

### 茶の湯
天文15年（1546年）、もしくは天文16年（1547年）5月21日に道三が出した書状には、陣中見舞いとして枝柿五十とともに抹茶を贈られていることが確認でき、道三が実際に茶の湯を嗜み、陣中においても余暇を利用して茶事に興じていたことが窺える。
天文末年頃、不住庵梅雪から稲葉良通相伝の茶の座敷置き合わせの『数奇厳之図』を伝授されている 。この史料から、不住庵梅雪の茶の湯座敷の置き合わせ法が斎藤道三に伝授され、そこから稲葉良通に相伝され、さらに志野省巴に相伝されたという茶の湯の系統が明らかになっている。戦国美濃には茶の湯の流れが二派あり、草庵茶の系譜と書院風茶の系譜である。道三が足利義輝側近の梅雪を招聘したのは、梅雪流の書院風数寄屋を建てることにより、領国内の武将、武家、領民たちに文化的優越を誇示するための政治的意図があったからである。

## 評価
「道三と言えば策謀、との認識があるかもしれない。実際に策謀を発揮したのは、頼芸追放に際しての根回しや、頼充死後にその一族兄弟を葬り去った手際などに見出される。ただし結果として多くの敵を作ることになってしまった。とくに周囲の大名との関係を悪化させてしまい、改善させようとしなかったのは悪手である。・・・合戦において道三は、最後の義龍との長良川の合戦を除けば、大敗北を喫することはなく、義龍とも圧倒的な兵力差があったことからすれば、戦巧者であったと言える。劣勢でも奇襲などで大敵を打ち負かしており、義龍もまずい指揮をすれば、敗北したかもしれない。それだけに、道三がさすがわが息子とその布陣を褒めたのは、隙があればそこにつけ込んで勝利を拾うつもりであったのが、それを許さない手際に感心し、勝利を諦めざるをえなかった諦観も含まれていたのだろう。道三の戦の手腕は、むしろ策謀より評価されるべきかもしれない。・・・垣間見える姿は、世に梟雄と称されるものに近いところはある。しかし、・・・主君を殺すことはしない戦国期の武士階層に共通した倫理観、和歌・茶湯を嗜む風雅を持っているのも事実である。 ・・・有能であったのは疑うべくもないが、結局多くの敵を生み出し、非業とも言える最期を遂げているのは、身から出た結果というしかない。」木下聡

## 系譜
- 父：長井新左衛門尉
  - 室：三芳野 / 深芳野 - 「土岐累代記」・『濃陽諸士伝記』・『美濃明細記』・『美濃国諸旧記』などでは土岐頼芸の妾だったが道三に与えられ、義龍を産んだとされているが、近世の創作とみられる[64]。
  - 室：稲葉氏 - 稲葉良通の姉または妹。『翁草』の記述から、桑田忠親は義龍の母とする[65]。
  - 室：小見の方 - 『美濃国諸旧記』では明智光継の娘、織田信長室や金森長近室の母とされる[66]。
    - 庶長子？：長井道利（隼人佐） - 『寛政重修諸家譜[67]』・「長井系図」（『続群書類従』）が道三の庶長子とする。『信長公記』（義龍の伯父）・『武家事紀[68]』・『美濃明細記[69]』（長井利隆の子）では道三の弟とされている[注 3][注 4]。
    - 嫡男：義龍[注 5]
    - 男子：孫四郎[67]（龍元[70]、龍重[71]）
    - 男子：喜平次[67]（龍之[70]、龍定[71]）
    - 男子：利堯（玄蕃助[67]）[注 6]
    - 男子：利治（新五郎[67]、利興、長龍）
    - 男子：日饒[72][71]（妙覚寺19世住職）
    - 男子：日覚[72][71]（常在寺6世住職）
    - 女子：濃姫（帰蝶、織田信長正室）
    - 女子：菊亭晴季室[67][71]
    - 女子：筒井順慶室[67][71] - 筒井順慶は遊佐信教娘、足利義昭養女、織田信長娘または妹を室に迎えていることが確認できるため、道三娘が嫁いだ可能性は低い[73]。
    - 女子：大沢正秀室[67] - 『寛永諸家系図伝』には記述がなく、史実の可能性はかなり低い[74]。
    - 女子：斎藤利三室[67]
    - 女子：稲葉貞通室[75]
    - 女子：土岐頼芸室[70] - 道三娘が頼芸子や頼充（頼芸弟）に嫁いだことによる誤伝とみられる[74]。
    - 女子：土岐頼充室[72] - 横山住雄は濃姫と同一人物と推測している[76]。
    - 女子：土岐頼香室[72]
    - 女子：姉小路頼綱正室[71]
    - 女子：金森長近室[70][71] - 金森氏の系図には見えず、可能性は低い[77]。
    - 女子：斎藤利之室[78]
    - 女子：畠山秋高室[79] - 河内畠山氏と斎藤氏が結ぶ理由が不明で、可能性は低い[74]。
    - 女子：伊勢貞良室[80] - 「六角承禎条書写」に伊勢守と義龍が姻戚関係にあることが記述されており、義龍が自身の妹を養女として嫁がせた可能性もある[81]。
    - 養子？：斎藤正義

### 子孫
- 後に江戸時代には、旗本の井上家や松波家などが道三の子孫として存続した。井上家は長井道利の子孫、松波家は道三の子、松波政綱を祖とする。著名な子孫として、大目付を務めた井上利恭（井上美濃守）、江戸町奉行を務めた松波正春などがいる。社会学者細内信孝も、旗本井上家の血脈を受け継いでいる[82]。
- 道三の娘は稲葉貞通に嫁ぎ、稲葉典通を産んだ。典通の子孫からは臼杵藩主となり幕末に至った者、皇室へ血を繋げた者、公家へ血を繋げた者などがいる（斎藤道三 - 娘 - 稲葉典通 -（略）- 稲葉知通 - 稲葉恒通 - 娘 - 勧修寺経逸 - 勧修寺婧子 - 仁孝天皇 - 孝明天皇 - 明治天皇 - 大正天皇 - 昭和天皇 - 明仁上皇 - 今上天皇)。

## 墓所
道三の墓所は、岐阜県岐阜市の常在寺にあるほか、同市の道三塚も道三墓所と伝えられている。常在寺には道三の肖像や「斎藤山城」印などが所蔵されている。ただし同時代に「苗字＋官途」の形式の印章を用いた例は確認できないため、後世の作とみられる。

## 道三まつり
現代に至ると、岐阜のまちづくりの基礎を成した道三の遺徳を偲び、昭和47年（1972年）から岐阜市にて毎年4月上旬に道三まつりが開催されている。なお、岐阜城内に展示されている道三の画像には、信長室寄進の文字が確認される。

## 家臣
- 長井道利
- 氏家直元
- 安藤守就
- 不破光治
- 明智光安
- 日根野弘就
- 猪子兵助
- 佐藤忠能
- 武井夕庵
- 石谷氏
- 鷲見氏

## 関連作品

### 小説
- 坂口安吾『梟雄』（初出『文藝春秋』1953年、のち『坂口安吾全集 14』（筑摩書房、1999年）に所収）
- 中山義秀『戦国史記 斎藤道三』（中央公論社、1957年）
- 司馬遼太郎『国盗り物語』（初出『サンデー毎日』1963年 - 1966年 / 新潮社、1965年 - 1966年 / 新潮文庫、1971年）
- 岩井三四二『簒奪者』（学習研究社・歴史群像新書、1999年）
- 岩井三四二『斎藤道三 兵は詭道なり』3冊（学研M文庫、2001年）
  - （改題・改稿）『天を食む者 斎藤道三』上・下巻（学研M文庫、2014年）
- 朝松健 『魔蟲伝』（文庫書き下ろし、『百怪祭』光文社時代小説文庫、2000年、所収）
- 宮本昌孝『ふたり道三』（新潮社、2002年 - 2003年、全4冊 / 新潮文庫、2005年、全3冊 / 徳間文庫、2010年 - 2011年、全3冊）
- 木下昌輝『まむし三代記』（朝日新聞出版社、2020年）

### 漫画
- 本宮ひろ志『猛き黄金の国 道三』全6巻（集英社文庫、2004年）
- 梶原一騎・小山春夫『陽気蝮 乱世の梟雄 斎藤道三伝』
- 横山光輝『片目猿』

### テレビドラマ
斎藤道三が主人公のテレビドラマ
- 国盗り物語（1973年 NHK大河ドラマ 演：平幹二朗）
- 戦国乱世の暴れん坊 齋藤道三 怒涛の天下取り（1991年 テレビ朝日 演：松平健）
- 国盗り物語（2005年 テレビ東京 演：北大路欣也）

斎藤道三が登場するテレビドラマ
- 信長 KING OF ZIPANGU (1992年、NHK大河ドラマ、演︰芦田伸介)
- 秀吉（1996年、NHK大河ドラマ、演︰金田龍之介）
- 濃姫（2012年、テレビ朝日、演︰里見浩太朗）
- 信長協奏曲 （2014年、フジテレビ、演︰西田敏行）
- 麒麟がくる（2020年、NHK大河ドラマ、演：本木雅弘）
- 信長のスマホ（2023年、NHK、演：斎藤司）

### 楽曲
- 三浦洸一「娘よ〜斉藤道三」（1973年、作詞：千家和也、作曲：冬木透。コンピレーション・アルバム『戦国の武将』（規格品番：SJX-155）収録）